# Guadalix de la Sierra
Guadalix de la Sierra är en stad och kommun i Spanien.   Den ligger i den autonoma regionen Madrid, i den centrala delen av landet, 40 km norr om huvudstaden Madrid. Antalet invånare är 6 100.
Kommunen gränsar i norr till Bustarviejo, Navalafuente och Cabanillas de la Sierra; i söder till Colmenar Viejo; i öster till Venturada, El Vellón och Pedrezuela; och i väster till Miraflores de la Sierra.
Territoriet består av en dal som ligger i hjärtat av Sierra de Guadarrama, inramad av små bergsformationer. Det har en böljande och bergig relief, med en genomsnittlig höjd på 832 m. Dess högsta höjder berget San Pedro (1425 m) och Cancho de Pedrezuela (1149 m), vilka reser sig på den södra gränsen till Colmenar Viejo. I nordväst ligger bergen Cabeza Mojón (931 m) och Mangirona (906 m).
Marken består i huvudsak av kalksten, vilket förklarar förekomsten av naturliga grottor, såsom Alcores-grottan, Lobos-grottan, Peñarrubia-grottan, etc. Guadalixområdet är rikt på akviferer. Den huvudsakliga flodbädden är Guadalixfloden, vars vatten har dämts upp i Pedrezuela-reservoaren (ursprungligen kallad El Vellón). Den intar en nästan radiell position inom det kommunala området, från den östra kanten av staden till gränsen till Pedrezuela. Resten av bäckarna som bevattnar området, såsom Sequillo, Valdesalices, Mosquil, Gargüera, Sabuquillo, Albalá, Valdemoro, del Valle, etc., rinner ut i reservoaren. Dessutom är marken rik på grundvatten, som kommer fram genom källor som Fuente del Espinar och El Pilancón. Den sistnämnda försörjde befolkningen med vatten tills förvaltningen överfördes till Canal de Isabel II i början av 2000-talet. Efter detta förses Guadalix med kanaliserat vatten från magasinen i Lozoyafloden. På grund av sitt läge i dalen har Guadalix de la Sierra ett karakteristiskt mikroklimat, med milda vintrar och milda somrar.